# Regedei Csaba
Regedei Csaba (Oroszlány, 1983. január 16. –) magyar labdarúgó. Játszott a Győri ETO-ban, a REAC-ban, az Újpestben, az FK DAC 1904-ben és a Pécsi Mecsek FC-ben is. Kétszeres magyar válogatott hátvéd, de a Pécsben középpályásként is játszott. 168 NB I-s meccsen 4 gólt szerzett. Átlagban 1700 percenként lő gólt.

## Pályafutása
Regedei Csaba a jelenlegi magyar másodosztályú labdarúgó bajnokság egyik legrutinosabb, legkiválóbb játékosa. Közel 50 alkalommal szerepelt különböző korosztályos válogatott csapatokban, ahol többször a kapitányi karszalaggal a kezén futott ki a pályára.

### Ifjúsági klubokban
Regedeinek gyerekkorában szinte csak a futball volt szórakozásnak, amint ezt egy interjúban megemlítette. Szülei tiltották számára a futballt, ezért más sportágakat is kipróbált, de azok nem tetszettek neki. Egy ideig titokban látogatta az Oroszlány edzéseit, majd később a szülei is tudomásul vették, hogy a foci az élete. Egyszer bekerült a megyei válogatottba, ezután több nagycsapat érdeklődött utána, például az MTK Budapest FC, a Budapesti VSC, a Kispest, az Újpest FC és a Győr. A szülei nem akarták, hogy Pestre igazoljon, ezért választotta a Győrt. 2000 őszén mutatkozott be az NB I-ben.

### Győrben
Az első élvonalbeli meccsét elveszítette a Dunaújváros FC ellen. Ezt a Győr színeiben még 117 meccs követte, amiken 2 gólt szerzett. Innen került be a válogatottba is. Két meccsen játszott összesen 70 percet.

### REAC
Miután a Győrtől távozott, külföldre akart menni. Járt próbajátékon a GAK-nál és a FK Alanyija Vlagyikavkaznál is, de a szerződtetése egyik helyen sem jött össze, ezért vészmegoldásként a REAC-hoz igazolt.

### Újpest
2007 nyarán szerződött az Újpest FC-hez. A szezon eleje jól kezdődött, de egy Ligakupa-mérkőzésen elszakadt a combizma, ezért 5 hónapot hagyott ki. A szezon végén csak a 4. helyet érte el az Újpest, ezért kitették a klubtól. 1215 percet játszott, és 1 gólt szerzett.

### Dunaszerdahely
2008 nyarán a szlovák élvonalbeli FK DAC 1904-hez igazolt. 17 meccsen 2 gólt szerzett, de az utolsó 6 hónapban nem kapott fizetést, ezért váltania kellett.

### Pécs
Meglepő módon a Pécsi Mecsek FC-hez tért vissza. 64 meccsen 4 gólt szerzett. A másodosztályban bajnoki címet is nyert. Itt a 17-es mezszámban játszott. A csapatkapitányi címet is betöltötte. Kupa- és barátságos meccseken is bevette a kaput.

### Gyirmót
A Pécset egy időben hagyta el Nenad Todorović-csal. 2012 nyarán a másodosztály élvonalába tartozó Gyirmót FC-hez szerződött, ahol olyan játékosokkal játszhat együtt, mint Balog Zoltán, Csizmadia Csaba, Molnár Balázs, Ferenczi István vagy Magasföldi József. És nem utolsósorban visszatért abba a városba, ahonnan indult profi karrierje, Győrbe. Holtversenyben a csapata legértékesebbje, 175 000 eurót ér.

## Szezonjai
| 2000-2001 4(0)
| 2001-2002 18(0)
| 2002-2003 14(1)
| 2003-2004 20(0)
| 2004-2005 22(0)
| 2005-2006 25(0)
| 2006-2007 11(0) Győri ETO12(1) REAC
| 2007-2008 19 (1) Újpest FC
| 2008-2009 26 (2) FK DAC 1904
| 2009-2010 20 (1)
| 2010-2011 21 (2)
| 2011-2012 23 (1) Pécsi Mecsek FC

### 2005/2006
Regedei ebben a szezonban a Győri ETO-ban szerepelt. 25 meccsen 1918 percet játszott, de nem szerzett gólt. 2 sárga lapot kapott. 19-szer volt kezdő, 3-szor be-, illetve 3-szor lecserélte az edző. Ebben a szezonban mutatkozott be a válogatottban, ahol 2-szer cserélték be. Összesen 70 percet kapott.

### 2006/2007
2007. április 7-én igazolt át a REAC-ba a győri szerződése körüli vita miatt. A szezonban 23 meccsen 1 gólt lőtt, 1 sárga lapot kapott, 1926 percet játszott. 17-szer volt kezdő, 6-szor cserélték be.

### 2007/2008
A szezonra az Újpest FC csapatához igazolt. Itt 19 meccsen 1 gólt lőtt. 1 sárga lapot gyűjtött össze. 1215 percig volt a pályán. 10-szer kezdett. 2-szer le-, 7-szer pedig becserélték.

### 2008/2009
Külföldön játszott az FK DAC 1904 csapatnál.

### Pécsi 2 szezon
- - Összes mérkőzés Gól Öngól Sárga lap Piros lap Játékperc Kezdőjátékos Lecserélt Becserélt
  - 2009-10: 21 2 0 2 0 1746 16 4 1
  - 2010-11: 23 1 0 2 0 1772 12 9 2 Az utolsó szezonban győztes gólt szerzett az MTK Budapest FC ellen a Magyar Kupában.

### Gyirmót
Eddig 12 meccsen játszott. Ő volt a Gyirmót első nyári igazolása. Ekkor a vezetők szerették volna még a klubban látni Oross Mártont és Gévay Zsoltot is. Érdekesség, hogy ma mindketten ott játszanak.

## Statisztika

### Mérkőzései a válogatottban
| Magyarország | Magyarország       | Magyarország                       | Magyarország | Magyarország | Magyarország       | Magyarország | Magyarország | Magyarország |
| #            | Dátum              | Helyszín                           | Hazai        | Eredmény     | Vendég             | Kiírás       | Gólok        | Esemény      |
| ------------ | ------------------ | ---------------------------------- | ------------ | ------------ | ------------------ | ------------ | ------------ | ------------ |
| 1.           | 2005. december 15. | Phoenix, Chase Field Stadium (USA) | Magyarország | 0 – 2        | Mexikó             | barátságos   | -            | 71'          |
| 2.           | 2005. december 18. | Miami (USA)                        | Magyarország | 3 – 0        | Antigua és Barbuda | barátságos   | -            | 39'          |
|              | Összesen           |                                    |              | 2            | mérkőzés           |              | 0            | gól          |